# Kaohsiung Cup 2012
La Kaohsiung Cup 2012, nota anche come OEC Kaohsiung, è stata un torneo professionistico di tennis maschile giocato sul cemento. È stata la 1ª edizione del torneo e faceva parte dell'ATP Challenger Tour nell'ambito dell'ATP Challenger Tour 2012. Si è giocato a Kaohsiung, a Taiwan, dal 23 al 29 aprile 2012.

## Partecipanti

### Teste di serie
| Nazionalità   | Giocatore            | Ranking* | Testa di serie |
| ------------- | -------------------- | -------- | -------------- |
| Taipei cinese | Lu Yen-hsun          | 56       | 1              |
| Giappone      | Gō Soeda             | 75       | 2              |
| Giappone      | Tatsuma Itō          | 95       | 3              |
| Sudafrica     | Rik De Voest         | 138      | 4              |
| Belgio        | Ruben Bemelmans      | 142      | 5              |
| Svizzera      | Marco Chiudinelli    | 148      | 6              |
| Regno Unito   | James Ward           | 150      | 7              |
| Russia        | Aleksandr Kudrjavcev | 162      | 8              |

- Ranking al 16 aprile 2012.

### Altri partecipanti
Giocatori che hanno ricevuto una wild card:
- Huang Liang-chi
- Lee Hsin-han
- Wang Chieh-fu
- Yi Chu-huan

Giocatori passati dalle qualificazioni:
- Victor Baluda
- Mirza Bašić
- Daniel King-Turner
- Ouyang Bowen
- Yasutaka Uchiyama (lucky loser)

## Campioni

### Singolare
Gō Soeda ha battuto in finale  Tatsuma Itō con il punteggio di 6–3, 6–0

### Doppio
John Paul Fruttero /  Raven Klaasen hanno battuto in finale  Hsieh Cheng-peng /  Lee Hsin-han con il punteggio di 6(6)–7, 7–5, [10-8]